# Gregor Buchkremer
Gregor Buchkremer (* 1980 in Linnich) ist ein deutscher Filmregisseur und Drehbuchautor.

## Leben und Wirken
Gregor Buchkremer begann 2001 sein grundständiges Studium der Audiovisuellen Medien an der Kunsthochschule für Medien Köln. Dieses schloss er mit seinem Diplomfilm Speed Dating ab.
Seine beiden Studentenfilme Kaltmiete und Speed Dating wurden Ende Mai 2009 vom Filmverleih Salzgeber & Co. Medien GmbH auf DVD veröffentlicht. 
Gregor Buchkremer lebt in Köln.

## Filmografie (Auswahl)
- 2005: Catering
- 2007: Speed Dating
- 2007: Kaltmiete

## Auszeichnungen
- 2007: Gewinner des Studentenfilmpreises für Speed Dating beim Filmfest Short Cuts Cologne
- 2007: Nominierung für den Studio Hamburg Nachwuchspreis in der Kategorie Bestes Drehbuch für Speed Dating
- 2007: Publikumspreis beim Filmfestival Recontres International Henri Langlois für Speed Dating
- 2008: Förderpreis des Landes Nordrhein-Westfalen für Kaltmiete und Speed Dating